# Fernand Fleuret
Pour les articles homonymes, voir Fleuret (homonymie).
Fernand Fleuret est un écrivain et poète français, né le 1er avril 1883 à Gondrecourt et mort le 18 juin 1945 à Paris.

## Biographie
Fernand Fleuret a passé son enfance chez son arrière-grand-mère à Saint-Pair-sur-Mer et ses années de jeunesse chez son grand-père à Granville. Après avoir fréquenté le lycée de Coutances et celui des jésuites à Jersey, il fait ses premiers pas dans le journalisme au Patriote normand à Flers. Il a tout juste vingt ans quand il rencontre Louis Beuve.
Fernand Fleuret, poète, érudit et mystificateur, baigne dans le microcosme littéraire et artistique parisien d'avant et d'après la Première Guerre mondiale. Il y côtoie Guillaume Apollinaire, y fréquente Max Jacob, André Salmon, Jean Cocteau, André Billy et des peintres comme Othon Friesz, Raoul Dufy ou Gus Bofa. Remy de Gourmont, qu’il rencontre au Mercure de France, « lui a communiqué son goût pour les éditions soignées et la recherche d’écrits oubliés ». Il travaille à la revue Marges avec Tristan Klingsor, Francis Carco et Tristan Bernard. L’auteur de Jim Click et de Vie de la bienheureuse Raton, fille de joie mène la vie agitée de beaucoup de poètes ou d’artistes de l’époque et sa santé fragile le contraint à descendre dans le sud de la France. Époux de la romancière Gabrielle Réval, il meurt à soixante-deux ans.
Fernand Fleuret a signé sous plusieurs pseudonymes, tant seul (Fanfan la Tulipe, Alain Tournevielle, Prosper Bricole, Louvigné du Dézert), qu'en collaboration avec Louis Perceau (Radeville et Deschamps, Chevalier de Percefleur, Dr Ludovico Hernandez).

## Principales publications
- Friperies, illustré par Raoul Dufy, NRF, 1923. (édition originale, E.Rey, 1907).
- L'Enfer de la Bibliothèque nationale, avec Guillaume Apollinaire et Louis Perceau, Mercure de France, Paris, 1913.
- Falourdin : Macoronée satirique, Delphes [Paris], Au trépied pythien [Librairie d’action d’art de la Ghilde « Les Forgerons »], L'an IVe du Délire de Lamachus [1917].
- Les Procès de bestialité aux XVIe et XVIIe siècles, publiés d’après les documents judiciaires conservés à la Bibliothèque nationale, Bibliothèque des curieux, Paris, 1920
- Les Procès de sodomie aux XVIe, XVIIe et XVIIIe siècles, publiés d’après les documents judiciaires conservés à la Bibliothèque nationale, Bibliothèque des curieux, Paris, 1920.
- Sous le pseudonyme de Ludovico Hernandez : Le Procès inquisitorial de Gilles de Rais (Barbe-Bleue), maréchal de France, avec un essai de réhabilitation, Paris, Bibliothèque des curieux, 1921, 210 p. (présentation en ligne, lire en ligne), [présentation en ligne], [présentation en ligne], [présentation en ligne].
- Les Derniers Plaisirs, Paris, Gallimard, 1924.
- Le Cendrier, Paris, éditions de la Nouvelle Revue française, 1925.
- Les amoureux passe-temps, Paris, éditions Montaigne, 1925.
- Histoire de la bienheureuse Raton, fille de joie, Gallimard, 1926. Histoire de la bienheureuse Raton, fille de joie, Paris, Éditions Mornay, 1931    (Wikisource)
- Contes saugrenus, Pierre Sylvain Maréchal, notice et bibliographie par le chevalier de Percefleur (Fernand Fleuret et Louis Perceau), Paris, Bibliothèque des curieux, 1927.
- Supplément au Spectateur nocturne de Restif de la Bretonne, Paris, Éd. du Trianon, 1928    (Wikisource)
- Le sixiesme livre des haultz faitz et dictz de Pantagruel, Lucien Boucher (ill.), Epernay, Maison Moët et Chandon, 1933. Rééd, dans L'Année rabelaisienne, no 7, 2023[3].
- Les Nymphes de Vaux : Soliloque pour Alcandre, Paris, Gallimard, coll. « blanche », 292 p., 1933  (ISBN 978-2-07-022413-5).
- Fraternité, en collaboration avec Georges Girard, suivi de Caravaca, en collaboration avec Amades Legua, Paris, Gallimard, 1933.
- Échec au roi : Tableaux de la fin d'Henri IV, Paris, Gallimard, 1935.
- Fenêtre sur le passé, Paris, Bernard Grasset, 1936.
- Le Général baron Lejeune, Paris, Gallimard, 1937.
- Le Cornet à poux, Paris, Mercure de France, 1938.
- Jim Click ou la Merveilleuse Invention, Paris, Gallimard, 1930 (rééd. Farrago / Léo Scheer, 2002).

## Préface
- Stendhal (préface de Fernand Fleuret, lithographies originales de Gaston-Louis Roux), collection « Aux Aldes » dirigée par André Malraux, Bernard Grasset éditeur, 1928.